# Wattenscheid (stacja kolejowa)
Wattenscheid – stacja kolejowa w Bochum, w dzielnicy Wattenscheid, w kraju związkowym Nadrenia Północna-Westfalia, w Niemczech. Znajduje się tu 1 peron.